# Черфас, Валентин Иванович
Черфас Валентин Иванович (1921, Юзовка — 26 марта 1985, Симферополь) — председатель колхоза имени Крупской в Нижнегорском районе Крымской области. Герой Социалистического труда.

## Биография
Родился в Юзовке (г. Донецк). В 1938 поступил в Барнаульское артиллерийское училище. С 1941 года — в РККА. Участник Великой Отечественной войны. Лейтенант Черфас был ранен на Курской дуге. После демобилизации возглавлял Симферопольскую швейную фабрику и Феодосийскую чулочную фабрику. В 1950 году закончил Киевский институт лёгкой промышленности. С 1955 по 1957 годах возглавлял колхоз «Путь к Коммунизму» в Красногвардейском районе. В 1957 году был избран председателем колхоза имени Крупской. Во время его председательства колхоз стал занимать передовые позиции.
Указом Президиума Верховного Совета СССР от 24 декабря 1976 года удостоен звания Героя Социалистического Труда «за выдающиеся успехи, достигнутые во Всесоюзном социалистическом соревновании, проявленную трудовую доблесть в выполнении планов и социалистических обязательств по увеличению производства и продажи государству сельскохозяйственной продуктов в 1976 году» с вручением ордена Ленина и золотой медали Серп и Молот.
Являлся членом Союзного совета колхозов. Избирался делегатом 25 съезда КПСС. В марте 1985 года попал в автомобильную аварию. 26 марта умер в больнице в Симферополе.

## Память
- Улица Черфаса в селе Михайловка

## Награды
- Герой Социалистического труда (24.12.1976)
- Два Ордена Ленина
- орден Октябрьской революции
- Трудового Красного Знамени,
- Отечественной войны I степени
- Красной Звезды,
- Лауреат Государственной премии СССР

## Сочинения
- Черфас, Валентин Иванович. Слагаемые высокой продуктивности сада [Текст] / В. И. Черфас, П. А. Огиренко, И. Б. Беренштейн. — Киев : Урожай, 1979. — 55 с. : ил.; 20 см. (Библиотека передового опыта. Передовые хозяйства). Плодоводство — Крым. обл.
- Черфас, Валентин Иванович. Сад в присивашском колхозе [Текст] : (Из опыта закладки пром. плодового сада в колхозе им. Крупской, Азовского района) / В. И. Черфас, М. С. Кузьменко, З. Л. Шерстюкова. — Симферополь : Крымиздат, 1962. — 59 с. : ил.; 20 см.
- Эффект орошения : [Опыт работы колхоза им. Н. К. Крупской Нижнегор. р-на Крым. обл. / В. И. Черфас и др.]. — М. : Агропромиздат, 1987. — 71,[2] с.; 20 см. — (Передовые коллективы).